# Vladimir Nabokov
Vladimir Nabokov (în rusă:  Владимир Владимирович Набоков, n. 10/22 aprilie 1899, Sankt Petersburg, Imperiul Rus – d. 2 iulie 1977, Montreux, cantonul Vaud, Elveția) a fost un scriitor american de origine rusă.
Familia sa aparținea aristocrației și a fost nevoită să emigreze în SUA în timpul revoluției bolșevice.
Romanele sale au fost influențate de Dostoievski și Kafka, fiind o interogare ironică asupra destinului uman, civilizației occidentale și ale zonelor obscure ale conștiinței.
Se remarcă expresivitatea stilistică ce amintește de stilul prozei ornamentale ruse și tehnica frazei concentrate ce exprimă direct ideile.

## Biografie
Născut la Sankt Petersburg, într-o familie cu blazon, Nabokov își descoperă de timpuriu variate talente: învață foarte bine franceza, engleza, germana, este pasionat de pictură, de șah, de entomologie și de literatură (publică un prim volum de versuri la 15 ani). Exilat, își încheie studiile la Cambridge, iar în 1922 se mută la Berlin, unde publică în gazetele emigrației ruse sub pseudonimul Vladimir Sirin (Владимир Сирин).
Aici apare și primul său roman, Mașenka (în versiunea engleză "Mary"), o mică bijuterie ce-i deschide cariera de romancier. În 1937 pleacă la Paris, apoi în Statele Unite, unde predă literatura la mai multe universități (între studenții săi se numără și Thomas Pynchon) și se dedică vechii sale pasiuni pentru fluturi. 
Din 1959 se stabilește în Elveția, la Montreux. La 2 iulie 1977 moare la Hotelul Palace, unde locuia. Mașenka este romanul pe care, după propriile-i mărturisiri, îl iubește cel mai mult.
O specie de fluturi descoperită de unchiul lui Nabokov poartă numele familiei. Faima lui Vladimir Nabokov este legată, în schimb, de o „specie de personaj“, nimfeta, pe care a lansat-o în 1955, în Franța, prin intermediul unei edituri pariziene specializate în scrieri pornografice. Romanul Lolita, publicat în 1955 și în America, unde provoacă scandal, rămâne cea mai cunoscută carte semnată de Vladimir Nabokov.
A mai scris nuvele, poezie, teatru, eseu, o autobiografie ("Speak, memory", trad. "Vorbește, memorie"), și a tradus din Pușkin (în engleză) și din Shakespeare, Goethe, Musset, Lewis Carroll (în rusă). Cursurile sale despre literatură au fost publicate în două volume separate, unul despre literatura universală, iar celălalt despre literatura rusă. A fost un adversar al personajului lui Miguel de Cervantes, Don Quijote, și al lui Dostoievski.
A fost distins cu National Book Foundation Medal, pentru activitatea sa literară.
În limba română, Editura Polirom a inaugurat în 2008 seria de autor Vladimir Nabokov.

## Scrieri principale

### În limba rusă
- Mașenka (1926)
- Rege, damă, valet (1928)
- Apărarea Lujin (1930)
- Ochiul (1930)
- Râsete în întuneric (1933)
- Disperare (1936)
- Invitație la eșafod (1938)
- Darul (1937-1938)

### În limba engleză
- Adevărata viață a lui Sebastian Knight (1941)
- Lolita (1955)
- Pnin (1957)
- Foc palid (1962)
- Ada sau ardoarea. O cronică de familie (1969)
- Lucruri transparente (1972)
- Uită-te la arlechini (1974)
- The Original of Laura (roman neterminat, scris între 1975-1977, publicat pentru prima oară în 2009)

În limba română
- Lolita
- Ada sau ardoarea
- Vorbește, memorie
- Invitație la eșafod
- Ochiul
- Disperare
- Lucruri transparente
- Rege, damă, valet
- Povestirile lui Vladimir Nabokov
- Mașenka
- Originalul Laurei
- Apărarea Lujin
- Vrăjitorul
- Un hohot în beznă
- Adevărata viață a lui Sebastian Knight
- Pnin
- Blazon de bastard
- Privește-i pe arlechini!
- Darul
- Foc palid
- Glorie
- Scrisori către Vera
- Visele insomniacului: experimente cu timpul